# Дискографія Sistar
Дискографія південнокорейського жіночого гурту Sistar складається з двох студійних альбомів, чотирьох мініальбомів, трьох сингл-альбомів, двох збірок, сімнадцяти синглів і одного саундтреку. Гурт дебютував з піснею «Push Push» 3 червня 2010 року.

## Альбоми

### Студійні альбоми
| Назва                                                                            | Деталі альбому                                                                             | Пікові позиції у чартах | Пікові позиції у чартах | Пікові позиції у чартах | Продажі                  |
| Назва                                                                            | Деталі альбому                                                                             | KOR                     | JPN                     | US World                | Продажі                  |
| -------------------------------------------------------------------------------- | ------------------------------------------------------------------------------------------ | ----------------------- | ----------------------- | ----------------------- | ------------------------ |
| So Cool                                                                          | - Реліз: 9 серпня 2011 - Лейбл: Starship Entertainment - Формат: CD, цифрове завантаження  | 10                      | —                       | —                       | - Південна Корея: 25,777 |
| Give It to Me                                                                    | - Реліз: 11 червня 2013 - Лейбл: Starship Entertainment - Формат: CD, цифрове завантаження | 5                       | 89                      | 9                       | - Південна Корея: 22,365 |
| «—» релізи, що не потрапили у чарти або не були випущені у відповідних регіонах. |                                                                                            |                         |                         |                         |                          |

### Збірки
| Назва                                                                            | Деталі                                                                                     | Пікові позиції у чартах | Пікові позиції у чартах | Продажі                  |
| Назва                                                                            | Деталі                                                                                     | KOR                     | JPN                     | Продажі                  |
| -------------------------------------------------------------------------------- | ------------------------------------------------------------------------------------------ | ----------------------- | ----------------------- | ------------------------ |
| Loving U                                                                         | - Реліз: 28 червня 2012 - Лейбл: Starship Entertainment - Формат: CD, цифрове завантаження | 11                      | 254                     | - Південна Корея: 20,020 |
| Sweet & Sour                                                                     | - Реліз: 26 серпня 2014 - Лейбл: Starship Entertainment - Формат: CD, цифрове завантаження | 4                       | 186                     | - Південна Корея: 7,006  |
| «—» релізи, що не потрапили у чарти або не були випущені у відповідних регіонах. |                                                                                            |                         |                         |                          |

### Сингл-альбому
| Назва                                                                            | Деталі альбому                                                                             | Пікові позиції у чартах | Продажі |
| Назва                                                                            | Деталі альбому                                                                             | KOR                     | Продажі |
| -------------------------------------------------------------------------------- | ------------------------------------------------------------------------------------------ | ----------------------- | ------- |
| «Push Push»                                                                      | - Реліз: 3 червня 2010 - Лейбл: Starship Entertainment - Формат: CD, цифрове завантаження  | 63                      | Н/Д     |
| «Shady Girl»                                                                     | - Реліз: 25 серпня 2010 - Лейбл: Starship Entertainment - Формат: CD, цифрове завантаження | 9                       | Н/Д     |
| «How Dare You»                                                                   | - Реліз: 3 грудня 2010 - Лейбл: Starship Entertainment - Формат: CD, цифрове завантаження  | 8                       | Н/Д     |
| «—» релізи, що не потрапили у чарти або не були випущені у відповідних регіонах. |                                                                                            |                         |         |

## Мініальбоми
| Назва                                                                            | Деталі альбому                                                                             | Пікові позиції у чартах | Пікові позиції у чартах | Продажі                  |
| Назва                                                                            | Деталі альбому                                                                             | KOR                     | US World                | Продажі                  |
| -------------------------------------------------------------------------------- | ------------------------------------------------------------------------------------------ | ----------------------- | ----------------------- | ------------------------ |
| Alone                                                                            | - Реліз: 12 квітня 2012 - Лейбл: Starship Entertainment - Формат: CD, цифрове завантаження | 3                       | —                       | - Південна Корея: 17,802 |
| Touch N Move                                                                     | - Реліз: 21 липня 2014 - Лейбл: Starship Entertainment - Формат: CD, цифрове завантаження  | 2                       | 8                       | - Південна Корея: 14,548 |
| Shake It                                                                         | - Реліз: 22 червня 2015 - Лейбл: Starship Entertainment - Формат: CD, цифрове завантаження | 3                       | 6                       | - Південна Корея: 19,396 |
| Insane Love                                                                      | - Реліз: 21 червня 2016 - Лейбл: Starship Entertainment - Формат: CD, цифрове завантаження | 3                       | 7                       | - Південна Корея: 10,707 |
| «—» релізи, що не потрапили у чарти або не були випущені у відповідних регіонах. |                                                                                            |                         |                         |                          |

## Сингли

### Як головний виконавець
| Назва | Рік  | Пікові позиції у чартах | Пікові позиції у чартах | Пікові позиції у чартах | Продажі                     | Альбом            |
| Назва | Рік  | KOR                     | KOR Hot                 | US World                | Продажі                     | Альбом            |
| --- | ---- | ----------------------- | ----------------------- | ----------------------- | --------------------------- | ----------------- |
| «Push Push» | 2010 | 9                       | *                       | —                       | - Південна Корея: 1,779,327 | So Cool           |
| «가식걸 (Shady Girl)» | 2010 | 4                       | *                       | —                       | - Південна Корея: 1,623,243 | So Cool           |
| «니까짓게 (How Dare You)» | 2010 | 2                       | *                       | —                       | - Південна Корея: 847,105   | So Cool           |
| «So Cool» | 2011 | 1                       | 1                       | —                       | - Південна Корея: 3,980,185 | So Cool           |
| «나혼자 (Alone)» | 2012 | 1                       | 1                       | 7                       | - Південна Корея: 3,394,538 | Alone             |
| «러빙유 (Loving U)» | 2012 | 1                       | 1                       | 16                      | - Південна Корея: 3,420,332 | Loving U          |
| «Give It to Me» | 2013 | 1                       | 1                       | 6                       | - Південна Корея: 1,622,854 | Give It to Me     |
| «Touch My Body» | 2014 | 1                       | *                       | 3                       | - Південна Корея: 1,529,792 | Touch N Move      |
| «I Swear» | 2014 | 1                       | *                       | 6                       | - Південна Корея: 825,818   | Sweet And Sour    |
| «Shake It» | 2015 | 1                       | *                       | 6                       | - Південна Корея: 1,550,251 | Shake It          |
| «I Like That» | 2016 | 1                       | *                       | 5                       | - Південна Корея: 884,858   | Insane Love       |
| «Lonely» | 2017 | 1                       | *                       | 8                       | - Південна Корея: 608,781   | Сингл без альбому |
| «—» релізи, що не потрапили у чарти або не були випущені у відповідних регіонах. «*» Billboard Korea K-Pop Hot 100 був створений у серпні 2011 та проіснував до липня 2014. |      |                         |                         |                         |                             |                   |

### Як запрошений виконавець
| Назва                                                 | Рік  | Пікові позиції у чартах | Продажі (DL)                | Альбом           |
| Назва                                                 | Рік  | KOR                     | Продажі (DL)                | Альбом           |
| ----------------------------------------------------- | ---- | ----------------------- | --------------------------- | ---------------- |
| «Amazed» (기가 차) (K.Will feat. Supreme Team, Sistar | 2011 | 2                       | - Південна Корея: 1,041,693 | My Heart Beating |

## Колаборації
| Назва | Рік  | Пікові позиції у чартах | Пікові позиції у чартах | Продажі (DL)                | Альбом                        |
| Назва | Рік  | KOR                     | KOR Hot 100             | Продажі (DL)                | Альбом                        |
| --- | ---- | ----------------------- | ----------------------- | --------------------------- | ----------------------------- |
| «We Never Go Alone» | 2010 | 186                     | *                       | Н/Д                         | Сингли поза альбомом          |
| «Hot Place» (з Brave Sound) | 2011 | 10                      | 38                      | - Південна Корея: 1,045,376 | Сингли поза альбомом          |
| «Pink Romance» (з K.Will та Boyfriend) | 2011 | 25                      | 19                      | - Південна Корея: 979,392   | Сингли поза альбомом          |
| «Snow Candy» (з K.Will та Boyfriend) | 2013 | 13                      | 15                      | - Південна Корея: 220,673   | Сингли поза альбомом          |
| «Love Is You» (з K.Will, Boyfriend, Mad Clown, Junggigo та Jooyoung) | 2014 | 14                      | *                       | - Південна Корея: 295,398   | Сингли поза альбомом          |
| «Softly (з Starship Planet)» | 2015 | 24                      | *                       | - Південна Корея: 155,818+  | Starship Planet 2015 (single) |
| «One More Day» (з Giorgio Moroder)" | 2016 | 75                      | *                       | - Південна Корея: 20,075+   | Сингли поза альбомом          |
| «—» релізи, що не потрапили у чарти або не були випущені у відповідних регіонах. «*» Billboard Korea K-Pop Hot 100 був створений у серпні 2011 і проіснував до липня 2014. |      |                         |                         |                             |                               |

## Other charted songs
| Назва                                                                            | Рік  | Пікові позиції у чартах | Пікові позиції у чартах | Продажі (DL)              | Альбом            |
| Назва                                                                            | Рік  | KOR                     | US World                | Продажі (DL)              | Альбом            |
| -------------------------------------------------------------------------------- | ---- | ----------------------- | ----------------------- | ------------------------- | ----------------- |
| «Girls Do It»                                                                    | 2011 | 26                      | —                       | - Південна Корея: 285,064 | So Cool           |
| «Follow Me»                                                                      | 2011 | 28                      | —                       | - Південна Корея: 160,191 | So Cool           |
| «New World»                                                                      | 2011 | 97                      | —                       | - Південна Корея: 81,251  | So Cool           |
| «I Don't Need A Weak Man»                                                        | 2011 | 102                     | —                       | - Південна Корея: 70,330  | So Cool           |
| «Let's Get The Party Started»                                                    | 2011 | 134                     | —                       | - Південна Корея: 30,894  | So Cool           |
| «Ma Boy (Special ver.)»                                                          | 2011 | 136                     | —                       | - Південна Корея: 27,439  | So Cool           |
| «Oh Baby»                                                                        | 2011 | 148                     | —                       | - Південна Корея: 16,866  | So Cool           |
| «Over»                                                                           | 2011 | 164                     | —                       | - Південна Корея: 13,636  | So Cool           |
| «Lead Me»                                                                        | 2012 | 27                      | —                       | - Південна Корея: 475,616 | Alone             |
| «No Mercy»                                                                       | 2012 | 46                      | —                       | - Південна Корея: 245,849 | Alone             |
| «Girls on Top»                                                                   | 2012 | 85                      | —                       | - Південна Корея: 94,733  | Alone             |
| «Come Closer»                                                                    | 2012 | 96                      | —                       | - Південна Корея: 67,625  | Alone             |
| «I Choose To Love You»                                                           | 2012 | 107                     | —                       | - Південна Корея: 41,430  | Alone             |
| «Holiday» (홀리데이)                                                             | 2012 | 59                      | —                       | - Південна Корея: 150,790 | Loving U          |
| «The Way You Make Me Melt»                                                       | 2013 | 2                       | —                       | - Південна Корея: 910,841 | Give It to Me     |
| «Bad Boy»                                                                        | 2013 | 4                       | —                       | - Південна Корея: 732,582 | Give It to Me     |
| «Crying»                                                                         | 2013 | 17                      | —                       | - Південна Корея: 490,749 | Give It to Me     |
| «A Week»                                                                         | 2013 | 39                      | —                       | - Південна Корея: 143,539 | Give It to Me     |
| «Summer Time»                                                                    | 2013 | 34                      | —                       | - Південна Корея: 174,049 | Give It to Me     |
| «If U Want»                                                                      | 2013 | 49                      | —                       | - Південна Корея: 98,665  | Give It to Me     |
| «Hey You»                                                                        | 2013 | 54                      | —                       | - Південна Корея: 114,881 | Give It to Me     |
| «Up and Down»                                                                    | 2013 | 64                      | —                       | - Південна Корея: 84,555  | Give It to Me     |
| «Miss Sistar»                                                                    | 2013 | 66                      | —                       | - Південна Корея: 72,612  | Give It to Me     |
| «Naughty Hands»                                                                  | 2014 | 7                       | —                       | - Південна Корея: 404,752 | Touch N Move      |
| «But I Love U»                                                                   | 2014 | 19                      | —                       | - Південна Корея: 167,256 | Touch N Move      |
| «Sunshine»                                                                       | 2014 | 39                      | —                       | - Південна Корея: 73,221  | Touch N Move      |
| «OK Go»                                                                          | 2014 | 45                      | —                       | - Південна Корея: 67,742  | Touch N Move      |
| «Wow»                                                                            | 2014 | 55                      | —                       | - Південна Корея: 45,032  | Touch N Move      |
| «Hold on Tight»                                                                  | 2014 | 70                      | —                       | - Південна Корея: 43,054  | Sweet & Sour      |
| «Don't Be Such A Baby» (애처럼 굴지마) (featuring Giriboy)                       | 2015 | 10                      | —                       | - Південна Корея: 206,546 | Shake It          |
| «Bad Guy» (나쁜놈) (featuring Mad Clown)                                         | 2015 | 24                      | —                       | - Південна Корея: 115,686 | Shake It          |
| «Good Time»                                                                      | 2015 | 51                      | —                       | - Південна Корея: 51,884  | Shake It          |
| «Go Up»                                                                          | 2015 | 59                      | —                       | - Південна Корея: 44,771  | Shake It          |
| «String» (끈)                                                                    | 2016 | 42                      | —                       | - Південна Корея: 55,508  | Insane Love       |
| «Yeah Yeah»                                                                      | 2016 | 60                      | —                       | - Південна Корея: 44,947  | Insane Love       |
| «Say I Love You»                                                                 | 2016 | 65                      | —                       | - Південна Корея: 43,855  | Insane Love       |
| «Wanna Do It» (해볼래)                                                           | 2016 | 90                      | —                       | - Південна Корея: 35,380  | Insane Love       |
| «Under the Blanket» (이불 덮고 들어)                                             | 2016 | —                       | —                       | - Південна Корея: 27,208  | Insane Love       |
| «For You»                                                                        | 2017 | 62                      | 18                      | - Південна Корея: 36,240+ | Сингл без альбому |
| «—» релізи, що не потрапили у чарти або не були випущені у відповідних регіонах. |      |                         |                         |                           |                   |

## Інші пісні
| Рік  | Назва                 | Інші виконавці                                                              | Альбом               |
| ---- | --------------------- | --------------------------------------------------------------------------- | -------------------- |
| 2010 | «Super Girl»          | Yuna Kim, Electroboyz                                                       | Сингли поза альбомом |
| 2012 | «Win the Day»         | Junho, Nichkhun, 4Minute, B1A4, Dal Shabet, MBLAQ, Miss A, Nine Muses, ZE:A | Сингли поза альбомом |
| 2015 | «One K campaign song» | EXO, Kim Hyung-suk, Yangpa, Na Yoon Kwon + 28 others                        | Сингли поза альбомом |

## Саундтреки
| Рік  | Назва          | Пікові позиції у чартах | Інші виконавці | Альбом            |
| Рік  | Назва          | KOR                     | Інші виконавці | Альбом            |
| ---- | -------------- | ----------------------- | -------------- | ----------------- |
| 2010 | «Chronos Soul» | 84                      | Н/Д            | Chronos Sword OST |

## Відеографія

### Музичні кліпи
| Назва               | Рік  | Режисер(и)     |
| ------------------- | ---- | -------------- |
| «Push Push»         | 2010 | Joo Hee-sun    |
| «We Never Go Alone» | 2010 | Невідомий      |
| «Chronos Soul»      | 2010 | Невідомий      |
| «Shady Girl»        | 2010 | Joo Hee-sun    |
| «How Dare You»      | 2010 | Cho Soo-hyun   |
| «So Cool»           | 2011 | Joo Hee-sun    |
| «Hot Place»         | 2011 | Невідомий      |
| «Pink Romance»      | 2011 | Chang Won-seok |
| «Alone»             | 2012 | Joo Hee-sun    |
| «Loving U»          | 2012 | Joo Hee-sun    |
| «Give It to Me»     | 2013 | Joo Hee-sun    |
| «Touch My Body»     | 2014 | Joo Hee-sun    |
| «I Swear»           | 2014 | Lumpens        |
| «Shake It»          | 2015 | Joo Hee-sun    |
| «I Like That»       | 2016 | Lumpens        |
| «One More Day»      | 2016 | Hong Won-ki    |
| «Lonely»            | 2017 | Lumpens        |

## Нотатки
1. ↑  «Lonely» was Реліз: as last digital single with B-side track, "For You".
2. ↑  Credited as Sistar but only features member Hyolyn.
3. ↑  «Under the Blanket» did not enter the Gaon Digital Chart, but peaked at number 52 on the Gaon Download Chart.